# Pietro al II-lea Orseolo
Pietro al II-lea Orseolo (n. 961 d.Hr., Veneția, Republica Veneția – d. septembrie 1009, Veneția, Republica Veneția) a fost doge al Veneției din 991 până în 1009, membru al familiei Orseolo.
Campania sa din anul 1000 a condus la ocuparea Istriei și a Dalmației de către venețieni, fapt ce a marcat și curățirea apelor Adriaticii de pirații slavi (narentani).
Anterior, la 992, ca urmare a asigurării transportului pe mare al trupelor bizantine către sudul Peninsulei Italice, a obținut de la împăratul Vasile al II-lea al Bizanțului importante privilegii comerciale.